# Tiondeladan, Bromma kyrka

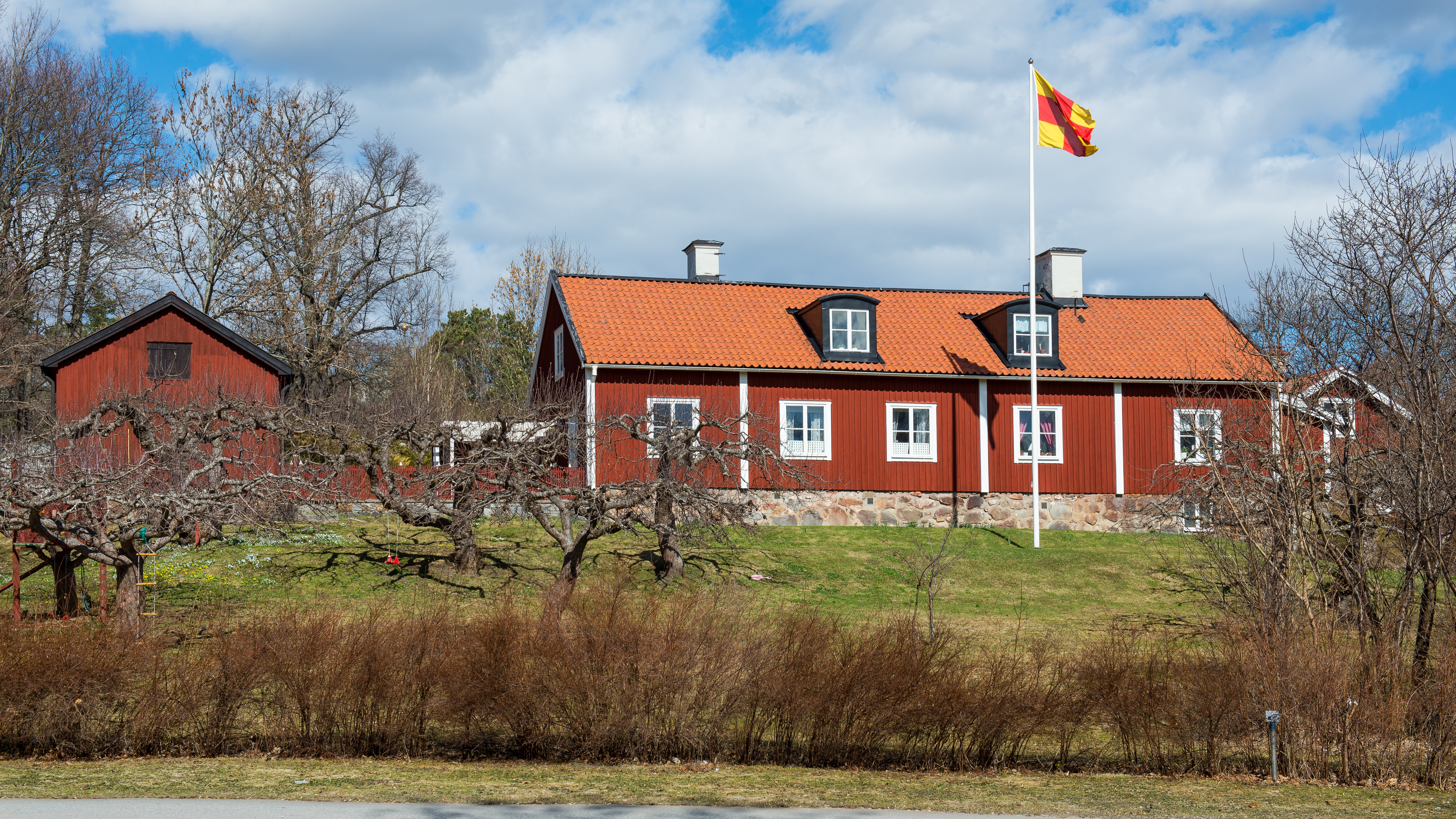
Prästgården med tiondeladan till vänster.

Tiondeladan, Bromma kyrka ligger närmast intill prästgården Bromma i stadsdelen Bromma Kyrka i Bromma i västra Stockholm.
I Tiondeladan, som byggdes på 1700-talet på Bromma prästgårdstomt, kunde prästen samla Bromma-böndernas skatter som erlades in natura. Här förvarades den tiondel av böndernas produktion, som de efter antalet mantal var skyldiga att leverera till kyrkan. Böndernas produktion kunde vara spannmål, kött, ägg etc. Dessa tionden behövdes främst för fattigvården, men var även en viss naturalön åt prästen och hans medhjälpare.
Tiondeladan ligger i sluttningen norr om Bromma kyrka, liksom Sockenstugan och prästgården från år 1850. Öster om Tiondeladan ligger Gamla Klockargården och Kyrkskolan och på Kråsberget norr om Tiondeladan ligger Klockstapeln. Lite norr om Tiondeladan, på Doktor Abrahams Väg, låg Arrendatorbostaden. Huset eldhärjades och revs 1979. Det låg mitt emot Prästgården och var från 1500- eller 1600-talet.

## Förordningar för en tiondelada
Socknen skulle tillhandahålla sin kyrkoherde för tiondesädens förvaring. I äldre tider användes beteckningen för de hus, där tiondesäden förvarades för tiondelada. En tiondelada kan även heta bara Lada. Det kamerala ordet Kornhärbärge är detsamma som tiondelada. Det är bara foder som förvaras i ladans byggnad, som är en typ av ekonomibyggnad vid lantbruk för lagring av hö, otröskad säd, halm och andra åkerbruksprodukter.
Den 27 april 1877 förordnades att en landsförsamling, där fastställd lönereglering av prästlönerna enligt 1862 års förordning, skulle befrias från skyldigheten att hålla tiondelada. Detta gällde om annan sädeslada för förvaring fanns och om andra avtal inte rubbades. Sedan 1910 ingår inte tiondelada längre bland de hus, som ska finnas på prästboställe eller löneboställe.
Tiondet i Bromma församling, som hade medeltida anor, upphörde 1910.